# Indigofera radicifera
Indigofera radicifera är en ärtväxtart som beskrevs av Arthur John Cronquist. Indigofera radicifera ingår i släktet indigosläktet, och familjen ärtväxter. Inga underarter finns listade i Catalogue of Life.